# Brad Hawkins
Brad Hawkins (* 13. Januar 1976 in Summerville, South Carolina) ist ein US-amerikanischer Schauspieler und Synchronsprecher.

## Leben
Hawkins trat ab Mitte der 1990er Jahre als Schauspieler und Synchronsprecher in Erscheinung. 2003 hatte er eine erste größere Rolle in der Horrorkomödie Shredder.
2014 war Hawkins in Richard Linklaters preisgekröntem Film Boyhood zu sehen.

## Filmografie (Auswahl)
- 1994–1995: V.R. Troopers (Fernsehserie, 44 Episoden)
- 1996: Power Rangers Zeo (Fernsehserie, sieben Episoden, nur Voiceover)
- 1999: Walker, Texas Ranger (Fernsehserie, zwei Episoden)
- 1999: Shake, Rattle and Roll: An American Love Story (Fernsehfilm)
- 2001: One Piece (Wan pîsu, Fernsehserie, fünf Episoden, nur Voiceover)
- 2002: Don’t Let Go
- 2002: Hope Ranch (Fernsehfilm)
- 2003: Shredder
- 2003: American Dreams (Fernsehserie, drei Episoden)
- 2004: Monk (Fernsehserie, eine Episode)
- 2006–2007: Prison Break (Fernsehserie, drei Episoden)
- 2006–2007: D.Gray-man (Fernsehserie, neun Episoden, nur Voiceover)
- 2008: Crazy
- 2008: Hautnah – Die Methode Hill (Wire in the Blood, Fernsehserie, 1 Folge)
- 2008–2009: Sôru îtâ (Fernsehserie, drei Episoden, nur Voiceover)
- 2009: From the Dark
- 2009: Pink (Fernsehserie, sechs Episoden)
- 2009: Everyday Life (Fernsehfilm)
- 2010: Chase (Fernsehserie, eine Episode)
- 2012: Continuum (Fernsehserie, acht Episoden)
- 2014: Boyhood
- 2015: Slip, Tumble & Slide